# Катловкер, Бенедикт Авраамович
Бенеди́кт Авраа́мович Катло́вкер (11 июля 1872, Сороки, Бессарабская область — после 1944) — крупный российский издатель и журналист, поэт-сатирик, прозаик, редактор, переводчик.

## Биография
Родился в семье народного учителя Авраама Наумовича (Абрама Нохимовича) Котловкера (1844, Вильна — 24 февраля 1907, Кишинёв), казённого раввина Кишинёва и почётного гражданина, светского члена пятой сессии Раввинской комиссии при Министерстве внутренних дел Российской империи (1893—1894), и Златы Котловкер (? — 8 января 1903, Кишинёв). Учился в 1-й кишинёвской гимназии, затем на медицинском отделении Киевского университета, работал врачом в Кишинёве.
В 1897 году в Петербурге совместно с М. Б. Городецким (1869—1918) и А. Э. Коганом (1878—1949) основал издательство «Копейка» и одноимённое акционерное общество. Издательство выпускало газету «Копейка» с приложениями и ряд других изданий, выходивших колоссальными по тем временам в России тиражами — «Газета-копейка», «Журнал-копейка» с иллюстрациями, юмористический «Листок-копейка», «Весёлый балагур», «Альбом Копейки», еженедельник «Всемирная панорама» (1909—1918, в 1909—1913 годах — иллюстрированное приложение «Газеты-копейки»), иллюстрированный журнал «Солнце России», журналы «Волны» (1912—1917) и «Ежедневная почта» (1907—1916), еженедельный художественно-сатирический журнал «Вампир» (1906), уголовно-приключенческие романы. С 1909 года газета «Копейка» издавалась теми же издателями и в Москве, во многих российских городах имелись собственные листки—приложения к газете.
Тираж основного из этих изданий — газеты «Копейка» — к 1914 году достиг 250 тыс. экземпляров; газета выходила в виде четырёх отдельных изданий, различавшихся по объёму и числу приложений. И утренний и вечерний выпуски газеты стоили одну копейку (против обыкновенной цены в 5 копеек большинства прочих газет).
Катловкер был редактором большинства из этих изданий, в том числе журналов «Всемирная панорама», «Ежедневная почта», «Вампир» и «Волны». В 1906 году выпустил книгу сатирических стихов под псевдонимом «Тень»; три стихотворения из этой книги — «Баллада о премьере», «Жалобная песня», «Честное слово! Куплеты» — были включены в сборник «Стихотворная сатира первой русской революции: 1905—1907» (Библиотека поэта: Большая серия. 2-е изд. — Л.: Советский писатель, 1969). Под этом же псевдонимом публиковал сатирические стихи во всех приложениях «Копейки».
После революции возглавлял редакции «Рабочей газеты» и газеты «Батрак», был заместителем директора издательства «Рабочей газеты». Преподавал издательское дело в Государственном институте журналистики (ГИЖ). В 1926 году опубликовал статью «Современные достижения полиграфического производства в Западной Европе и его ближайшие задачи». В 1930-е годы работал главным редактором в издательстве «Молодая гвардия», затем в издательстве Академии архитектуры СССР. В 1936 году в переводе Б. А. Катловкера вышел труд Льюиса Мамфорда «От бревенчатого дома до небоскрёба: очерк истории американской архитектуры» (М.: Изд-во Всесоюзной Академии архитектуры, 1936). Под его редакцией были изданы сборник документов и материалов «Памятники архитектуры, разрушенные или повреждённые немецкими захватчиками» (вып. 1. — М.: Изд-во Академии архитектуры СССР, 1942; вып. 2 — там же, 1944), монография «Русское деревянное зодчество» (1942), учебник для архитектурных вузов и архитектурных факультетов инженерно-строительных и индустриальных институтов «Архитектурные конструкции» (1944) и аннотированный каталог издательства Академии архитектуры СССР за 1934—1944 годы (с И. Г. Сушкевичем, 1944).
Под псевдонимом Б. Реутский опубликовал криминально-приключенческие романы серии «Из записок психиатра» — «Ущелье смерти» (1909, 1917), «Рука мстителя» (1910), «Один или двое?» (1910); был также анонсирован, но не вышел роман «Подводные бандиты» (1917).
Судьба после 1944 года неизвестна.

## Семья
- Сестра — Паулина Адольфовна Катловкер (1881—1943), замужем (в 1911—1915) за Львом Семёновичем Бергом, академиком АН СССР; их дети:
  - Симон Львович Берг (1912—1970), географ;
  - Раиса Львовна Берг (1913—2006), генетик, популяризатор науки, мемуарист.
- Сестра — Августина Катловкер (в замужестве Августа Эрдгейм, 1869 — ?), выпускница Венской консерватории, пианистка; с 1894 года была замужем за австро-венгерским подданным Бернардом Эрдгеймом (1866 — ?).
- Жена — кузина Л. С. Берга. Дети:
  - Наталья Бенедиктовна Катловкер (? — 1976) — редактор английской и французской литературы в Государственном издательстве иностранной литературы, соавтор курса английского языка А. Л. Гилбертсона на грампластинках (1940), переводчица русской прозы на английский язык, была замужем за переводчиком Юлием Морисовичем Катцером;
  - Анна Бенедиктовна Катловкер, сотрудник кафедры иностранных языков Московского станкоинструментального института, автор «Учебного пособия для специальности "Станки"» (с М. Ю. Владыкиной, М.: Московский станкоинструментальный институт, 1962), «Учебного пособия для специальности "Штампы"» (с Г. В. Кулаковой, там же, 1962). До середины 1930-х годов была замужем за И. С. Звавичем.

## Книги
- Ущелье смерти (Из записок психиатра). Роман (под псевдонимом Б. Реутский). СПб: Копейка, 1909. — 184 с.
- Рука мстителя: роман (под псевдонимом Б. Реутский). СПб: Товарищество издательского дела «Копейка», 1910. — 128 с.
- Один или двое? (Из записок психиатра). Роман (под псевдонимом Б. Реутский). СПб: Товарищество издательского дела «Копейка», 1910. — 136 с.
- Ущелье смерти (Из записок психиатра). Роман (под псевдонимом Б. Реутский). Серия: Романы «Газеты Копейки», вып. № 1. Петроград: Копейка, 1917. — 184 с.
- Б. Реутский. Рука Мстителя (романы «Рука мстителя» и «Один или двое», статья Геннадия Ульмана «Экзотические авантюристы Б. Реутского»). М.: Фаворит (В. В. Мамонов), 2014. — 496 с.